# Городище (Болховский район)

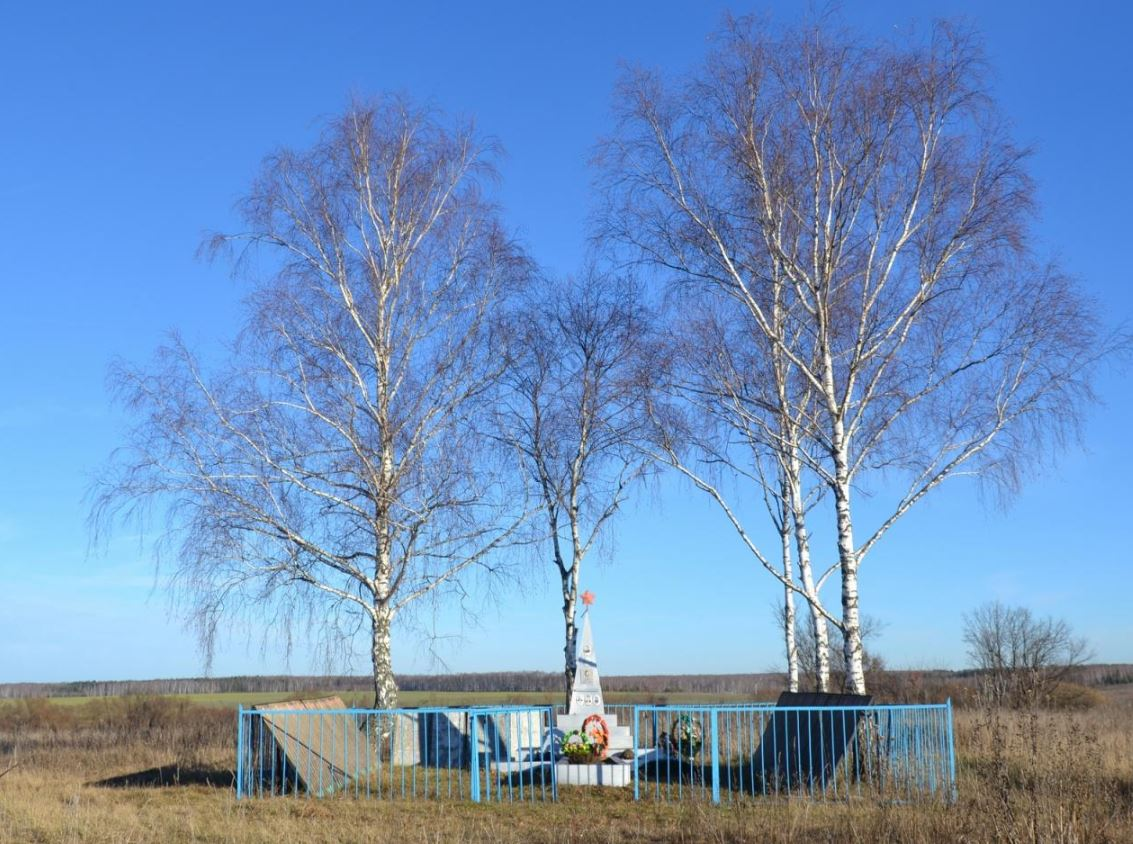
Братская могила воинов 116 отд.морской стрелковой бригады

Городище — село в Болховском районе Орловской области. Входит в состав Багриновского сельского поселения.

## Описание
Расположено в 30 км от районного центра — Болхова на левом берегу Оки. В селе родился Герой Советского Союза Семён Сидорков.

## Население
| 2010 |
| ---- |
| 14   |

## Достопримечательности
Рядом с селом находится памятник археологии XII века — древнерусский летописный город Домагощь.
В селе также расположена братская могила 718 погибших воинов 116-й отдельной морской бригады Тихоокеанского флота, погибших во время Великой Отечественной войны.